# 泰平寺 (小城市)
泰平寺（たいへいじ）は、佐賀県小城市三日月町久米にある日蓮宗の寺院。山号は天龍山。旧本山は久米修善院、親師法縁。境内には元禄年間（1688年－1704年）建立の奉唱三千万辺宝塔などが遺る。また二・二六事件で刑死した青年将校香田清貞大尉の墓がある。

## 歴史
天正年間（1573年－1591年）日報の開山で創建と伝わる。現在の本堂は昭和56年（1981年）再建されたもの。平成12年（2000年）には山門が建立された。

## 境内

### 本堂
本堂は昭和56年（1981年）、日蓮の第七百遠忌記念事業として新築落成。山号額は小森恵雲氏（鹿島市）の彫刻、野田紫城氏（唐津市）の揮毫によるもの。また昭和60年に本堂右側に庫裡が落成。平成12年には米倉基峰氏（佐賀市）の揮毫により、山門を建立。
堂内には、高さ約2メートルの大黒天尊像が奉安されている。これは平成18年に、日蓮宗正中山大荒行堂内にて、佐野日修僧正により開眼供養されたもの。

### 鬼子母神堂
昭和49年（1974年）に境内に落成。

## 歴代
- 日報
- 妙賢院日寛
- 妙賢院日禅
- 妙賢院日泉
- 境妙院日填
- 英教日浄
- 野口龍恭（明治40年～大正7年寺院名簿より）
- 野口龍明（昭和3年～昭和31年寺院名簿より）
- 山田法紹（昭和33年～昭和43年寺院名簿より）
- 龍光院日貫・第16世大平貫堯
- 龍王院日脩・第17世大平貫脩

## 参考資料
- 日宗新報社『日蓮宗寺院名簿』（1914年）
- 西村慈珖『日蓮宗大観』（1918年）
- 日蓮宗寺院大鑑編集委員会『宗祖第七百遠忌記念出版 日蓮宗寺院大鑑』大本山池上本門寺 (1981年)
- 日蓮宗宗務院『日蓮宗名簿（平成6年度版）』（1994年7月）

## 公式サイト
- 公式ウェブサイト（日本語）